# نيوبورغ (مقاطعة أورانج)
نيوبورغ (نيويورك) (بالإنجليزية: Newburgh (town), New York)‏ هي بلدة أمريكية تقع في الولايات المتحدة في مقاطعة أورانج، نيويورك. يقدر عدد سكانها بـ 29,801 نسمة ومساحتها 121.7 كم2 وترتفع عن سطح البحر 129 متر.

## أعلام
- ويليام بي. رايت
- ويليام هارت
- جورج إنس